# The Sky Crawlers
The Sky Crawlers (スカイ·クロラ Sukai Kurora?), conocida en Hispanoamérica como Los exploradores del cielo y en España como Surcadores del cielo, es una película de anime del año 2008, dirigida por Mamoru Oshii. Es una adaptación de la novela homónima de Hiroshi Mori. La película fue animada por Production I.G, escrita por Chihiro Itō, con diseños de personajes por Tetsuya Nishio y música de Kenji Kawai.
Se lanzó a través de los cines japoneses por Warner Bros. y se estrenó el 2 de agosto de 2008. Fue doblada en Argentina para Hispanoamérica y emitida por HBO. En España, Selecta Vision encargó el doblaje y la distribuyó en DVD, y se emitió por Animax España y Filmin.

## Argumento
La trama se desarrolla en un futuro alternativo en el que al fin se ha instaurado la paz. Sin embargo, para que esta situación sea sostenible, es necesario que se desarrolle una guerra que puede ser contemplada como un espectáculo por televisión. Los pilotos de combate son contratados por las empresas privadas con el fin de participar en operaciones de combate reales de unos contra otros. Los pilotos que luchan en este crudo montaje son adolescentes inmortales llamados "Kildren" (キルドレ Kirudore) humanoides genéticamente modificados de una manera que les permite vivir eternamente en la adolescencia.
Después de la muerte de tres pilotos de la Corporación de Rostock a manos de un J2 Skyly pilotado por el as piloto Lautern el 'Maestro', Yūichi Kannami es reasignado a la zona 262. Después de reunirse con el Jefe de Mecánicos Towa Sasakura, pregunta sobre el destino del predecesor que había dejado el Sanka Mk.B asignado a él en perfectas condiciones antes de su desaparición. Kannami le dice que pida CO Suito Kusanagi de la base, que lo despide rápidamente después de que le informaba de una salida que va a tener lugar al día siguiente. Poco después, se encuentra con el resto de los miembros de pilotaje de la base: Aizu Yudagawa, Yuriyuki Shinota y Naofumi Tokino. Después de observar Yudagawa ordenando un periódico de una manera determinada, Kannami entera de que el quinto piloto en la zona 262 es Kusanagi.
Tokino y Kannami se embarcan en una misión de reconocimiento al día siguiente, que es interrumpida por tres cazas enemigos de la Corporación Lautern. Los tres pilotos vuelven rápidamente y llegan de regreso a la base sin incidentes. Una vez más, Kannami indaga sobre el destino de su predecesor Kurita Jinroh, al tiempo que cuestiona si Kusanagi es un Kildren también. Menos dispuesto a revelar los detalles de la ausencia de Jinroh, así como información acerca de su propia naturaleza, Kusanagi ignora las preguntas de Kannami por despedirlo. Más tarde esa noche, Tokino y Kannami visitan a Danielle Diner, donde se reunieron poco después por Kusumi y Fuuko. Este último se involucra en relaciones sexuales con Kannami. Fuuko informa a Kannami de la relación que tuvo con Jinroh, al tiempo que reconoce que la existencia de Kannami debe significar que Jinroh ya no está vivo.
Al regresar de temprano de la salida, Kannami se encuentra con Mizuki Kusanagi, que se presenta como la hermana menor de Suito, que indaga sobre la naturaleza de los Kildren. Tokino, regresando más tarde, y revela que Mizuki no es la hermana menor de Suito, sino la hija de Suito. Discutiendo el asunto con Suito, se pregunta qué va a pasar cuando llegue a la edad de Mizuki Suito, revelando que Suito es de hecho un Kildren. Hablando con Yudagawa más tarde, se revela que Kusanagi siempre está armado, y que ella fue la que al parecer le disparó a Jinro.
Un recorrido por la base de los patrocinadores se ve interrumpido por el derribo de un Rostock Sanka Mk.B de la zona vecina. Al llegar a la escena, Kusanagi reprende a un grupo de observadores civiles de lástima al piloto muerto antes de abandonar la escena con Kannami. Más tarde, Kannami visita el restaurante de nuevo, pero su visita es interrumpida por la llegada de los bombarderos pesados Lautern. Capaz de advertir que llegan a la base de los terroristas, Kusanagi va a la salida con los pilotos, tomando el avión de Kannami en su ausencia. El comando del teatro dos visitas, donde se reunieron con un oficial tratando de impedirles reunirse con Kusanagi del superior. Los dos más tarde visitan una casa de campo aislada, que, según Kusanagi, "Nadie visita dos veces". Kannami le pregunta a Kusanagi si la historia de Yudagawa matando a Jinro es verdad, a lo que Kusanagi le pregunta si Kannami "quiere morir así".
Durante una salida más tarde, Yudagawa y Kannami detectan varios bombarderos Lautern con cazas escoltas. Corriendo por delante para enfrentarse al enemigo solo, Yudagawa es derribado por un J2 Skyly con un jaguar negro pintado en el lateral, la insignia del as Lautern conocido como "El Maestro". Discutiendo el asunto con Tokino y Yuri, Kannami oye el rumor de que el maestro no es un Kildren, sino un adulto normal. Kusanagi ordena a todos los pilotos restantes ir a la salida y dar caza al Maestro, tomando el avión de Kannami personalmente. Más tarde, Tokino y Yuri volvieron sin Kusanagi, quien salió corriendo solo después de ver al Maestro. El Sanka de Kannami tarde es encontrado Estrellado, y fuko y Kusanagi heridos son traídos de nuevo a la base para el tratamiento. Fuko revela que Kusanagi visitó una vez a uno de sus clientes, tuvo relaciones sexuales con él. Kannami le pregunta a Sasakura sobre Mizuki, pero como siempre, no está dispuesto a desprenderse de la información fácilmente.
Los pilotos son llamados a la base March-Hare para la preparación de una importante operación Rostock contra una de las principales bases de Lautern. Tokino y Kannami se reúnen con Midori Mitsuya, el piloto as de la March-Hare, quien busca a Kannami, después de haber oído hablar de su reputación. Los pilotos son informados en la gran operación, y se colocan en la escolta de los cincuenta bombarderos. Los pilotos colectivos salida, bimotores cazas pesados de March-Hare agruparon junto con el 262 de Sanka-B.
La operación comienza, con los combatientes de Rostock cubriendo los aires. Los pilotos luchan fieramente en contra de Lautern, pero a pesar de sus mejores esfuerzos, las fuerzas Rostock pierden varios de sus bombarderos pesados. A los combatientes se les ordena retirarse y regresar a la base, aunque sin Yuri. El Escuadrón 262 se ve reforzado por los pilotos restantes de la March-Hare y sus máquinas, Midori entre ellos. Durante una sesión informativa, Midori informa sobre la pérdida de dos de los pilotos de March-Hare, que describen la aeronave del Maestro y la manera exacta en que el Maestro les disparó hacia abajo a quemarropa.
Más tarde esa noche, Tokino, Kannami y Kusanagi juegan a los bolos juntos. Después Tokino, Kannami pregunta a Kusanagi acerca el día en que fue derribado, y le pregunta de su relación con el Maestro. Kusanagi revela que el Maestro no sólo fue una vez un miembro de Rostock, sino también su exoficial superior. Kusanagi contempla la naturaleza de la guerra, y cómo la existencia perpetua de la guerra exige un enemigo invencible, que existe en la forma del Maestro. Más tarde, un Kusanagi fuertemente intoxicado pone una pistola en la cabeza de Kannami antes de pedirle a matarla, no sea que el "cambio nada" para ellos.
Los pilotos regresan a la base del 262 con las nuevas incorporaciones de March-Hare. Midori pregunta por Mizuki, mientras Kannami se encuentra con un nuevo piloto, Aihara, que es la viva imagen de la fallecida Yudagawa, hasta doblando su periódico de la misma manera. El personal de base se asienta en sus rutinas familiares, mientras Midori comienza a buscar respuestas sobre Kusanagi. Sasakura le revela que Kusanagi, como piloto de tales expertos, fue uno de los pocos Kildren que sobrevivieron el tiempo suficiente para cuestionar su existencia, mientras que Midori expresa su falta de comprensión de cómo el personal de la base puede ser tan complaciente con el estado de las cosas.
Midori visita a Kannami, cuestionando los recuerdos de Kannami y cómo se las arregla con su vida. Teoriza que Kannami enfrenta sus recuerdos difuminándolos con el presente, cayendo en una repetición interminable del ahora. Midori le revela la naturaleza de la concepción de los Kildren: son un subproducto accidental de los experimentos de Rostock con la genética, y como resultado, no los hacen con edad, y no pueden morir a menos que sean matados. Midori sufre una crisis nerviosa, cuestionando sus propios recuerdos, preguntándose si ella también es una Kildren, y llorando sobre cómo ella no puede recordar nada de su infancia, cuestionando si alguna vez tuvo una. Ella continúa, revelando sus conclusiones: Kusanagi le disparó Jinro para poner fin a la repetición perpetua de la vida de un Kildren, pero él no murió: él simplemente se convirtió en Kannami, implantado con nuevos recuerdos para mantener sus habilidades como piloto.
Más tarde esa noche, Midori intenta disparar a Kusanagi. Kannami, interviniendo ante el sonido del disparo de Midori, propone que disparar a Kusanagi, le parece a ella como una "muy buena idea". Como Kannami desarma Midori, ella se va, revelando que Kusanagi tenía a Midori bajo su propia arma todo el tiempo. Kusanagi admite haber matado a Jinro pero bajo la propia solicitud de Jinro, antes de pedirle a Kannami dispararle a su vez. Kannami se niega a dispararle a Kusanagi, insistiendo en que ella debe seguir viviendo hasta que pueda cambiar las cosas.
Los pilotos van de salida, volando una patrulla mientras Kannami contempla cómo uno puede encontrar nuevas experiencias, incluso si uno ha recorrido el mismo camino antes, y recupera sus recuerdos como Jinro. Midori lugares del Maestro J2 Skyly y Kannami sola ataca el as Lautern, resuelta a "matar a su padre". Después de una breve pelea de perros, el Maestro ejecuta su maniobra única en contra de Kannami y su Sanka-B, y Kannami muere en acción. Uno por uno, el personal de la base aceptan que Kannami no va a volver.
Isamu Hiragi, el reemplazo de Kannami, llega a la 262. Su rostro no se ve, pero sus gestos físicos y la forma en que sale su avión son idénticos a la Kannami, como es su iluminación un cigarrillo, y el tono de su voz. Como Sasakura mira impasible desde el hangar, como si ella hubiese visto esta escena muchas veces antes, al espectador se le da un fuerte indicio del final en que los Kildren pueden ser todos clones. Hiragi es recibida por Kusanagi de una manera mucho más cálida, diciéndole que ella ha "estado esperando que llegara".

## Aeronaves
Rostock
- Sanka Mk.B: Combatiente Estándar de Rostock Iron Works. Se asemeja a la kyūshū j7w Shinden.
- Someka: Un avión de combate bimotor.
- Senryu: radar con dos asientos de combate equipados, parecido a la P99 Bolton Pablo y Junkers Ju 188.
- Ballena: Aeronave petrolera

Lautern
- Rainbow: Combatiente Estándar de Lautern con dos motores de hélice de empuje. Se asemeja a la Messerschmitt Me 262 y Spitfire .
- Fortuna: Un luchador polivalente con dos motores de hélice de empuje. Se asemeja a la Gloster Meteor.

- Skyly J2: El caza pilotado por el 'Maestro'. El diseño se asemeja a los elementos de varios aviones incluyendo el Mikoyan-Gurevich MiG-3. Su perfil se asemeja principalmente a un FW190 Dora o Ta-152 debido a su morro, sus alas, cabina y su armamento.

- Proposición 4: Otro avión que se menciona, pero posiblemente no se ve en ningún combate aéreo. Podría ser una designación para un avión conocido como J2 es la Skyly.
- J5: Otro avión que se menciona, pero posiblemente no se ve. Podría ser una designación para un avión conocido como J2 es la Skyly

## Reparto

### Reparto Original
- Yūichi Kannami: Ryō Kase
- Suito Kusanagi: Rinko Kikuchi
- Naofumi Tokino: Shōsuke Tanihara
- Midori Mitsuya: Chiaki Kuriyama
- Mizuki Kusanagi: Megumi Yamaguchi
- Aizu Yudagawa: Daisuke Hirakawa
- Uroyuki Shinoda: Takuma Takewaka
- Towa Sasakura: Yoshiko Sakakibara
- Kyoku Yama: Mugihito
- Honda: Hōchū Ōtsuka
- Kusmi: Mako Hyōdō
- Fūko: Mabuki Andō
- Yuri: Yuriko Hishimi
- Guía del bus: Yukari Nishio (Nippon TV announcer)
- Maestro: Naoto Takenaka

### Reparto para Hispanoamérica
- Yūichi Kannami: Martín Gopar
- Suito Kusanagi: Vanina García
- Naofumi Tokino: Alejandro Graue
- Midori Mitsuya: Karin Zavala
- Mizuki Kusanagi: Agustina Priscila
- Aizu Yudagawa: Diego Brizzi
- Uroyuki Shinoda: Hernán Bravo
- Towa Sasakura: Natalia Rosminati
- Kusmi: María Laura Cassani

### Reparto para España
- Yūichi Kannami: Albert Trifol Segarra
- Suito Kusanagi: Graciela Molina
- Naofumi Tokino: Ángel de Gracia
- Midori Mitsuya: Nuria Trifol
- Mizuki Kusanagi: Paula Ribó
- Aizu Yudagawa: Toni Mora
- Uroyuki Shinoda: Óscar Redondo
- Towa Sasakura: María Rosa Guillén
- Mugirô Yamagiwa: Alfonso Vallés

### Equipo
- Director: Mamoru Oshii
- Creador Original: Hiroshi Mori
- Guion: Chihiro Itō
- Música: Kenji Kawai
- Productores ejecutivos: Seiji Okuda, Mitsuhisa Ishikawa
- Productor: Tomohiko Ishii
- Director de Secuencia: Toshihiko Nishikubo
- Diseño de personajes y director de animación: Tetsuya Nishio
- Diseño Mecánico: Atsushi Takeuchi
- Director de arte: Kazuo Nagai
- Ajustes de arte: Takashi Watanabe
- Diseños Color: Kumiko Yusa
- Efectos Visuales: Hisashi Ezura
- Supervisor CGI: Hiroyuki Hayashi
- Director de Sonido : Kazuhiro Wakabayashi
- Productor: Tōru Kawaguchi
- Producción de animación: Production I.G
- Producción: Comité de Producción de The Sky Crawlers (Nippon Television Network Corporation, Production I.G, Bandai Visual, Warner Brothers, D-Rights, VAP, Yomiuri Telecasting Corporation, Hakuhodo DY Media Partners, D.N. Dream Partners, Yomiuri Shimbun, Chūōkōron-shinsha, Hochi Shimbun)
- Distribución: Warner Bros. Japan

## Producción
El autor Hiroshi Mori había declarado que sentía que The Sky Crawlers fue la "más difícil" de sus obras para hacerle una adaptación, y sólo dio su consentimiento a la realización de la película después de enterarse de la participación de Oshii como director.

## Banda sonora
Toda la música por Kenji Kawai.
1. "Main Theme (Opening)"
2. "First Sortie"
3. "Sail Away (Vocal)"
4. "Foo-Ko"
5. "Main Theme (Memory)"
6. "Mizuki"
7. "Surprise Attack"
8. "Drive-By-Wire"
9. "Main Theme - Affair (Harp)"
10. "Main Theme - Blue Fish (Orgel)"
11. "Private Sortie"
12. "Second Sortie"
13. "Night Sortie"
14. "March Hare"
15. "Adler Tag"
16. "Krakow"
17. "Main Theme (Affair)"
18. "Main Theme (Blue Fish)"
19. "Final Sortie"
20. "Teacher"
21. "Main Theme (Ending)"

La canción utilizada en los créditos finales, "Konya mo Hoshi ni Dakarete", cantada por Ayaka , no fue incluida en la banda sonora.

## Distribución
The Sky Crawlers fue distribuido en Japón por Warner Bros. Fue distribuida posteriormente e internacionalmente por Sony Pictures, que inicialmente anunció sus planes en el estreno de la película para América del Norte en Festival de Cine de Toronto del 2008. Ellos enviaron esta película como su participante para Mejor Película de Animación en los 81 premios Oscar.
La versión estadounidense de la película difiere de la original de Japón en que la canción se utiliza durante los créditos finales de la versión japonesa, Konya mo Hoshi ni Dakarete, por Ayaka, no se utilizó en el lanzamiento americano.

## Recepción
La película fue una selección oficial para la 65.ª edición del Festival Internacional de Venecia, donde ganó el Premio Digital Future Film Festival, y el Festival Internacional de Cine de Toronto del 2008. Más tarde, la película compitió oficialmente en el famoso Festival Sitges de Cine de Cataluña, donde ganó tres premios separados: el Premio de la Crítica José Luis Guarner, Mejor banda sonora original (por Kenji Kawai ) y un premio otorgado por el Jurado Carnet Jove para "la mejor película para un público juvenil." La película también estuvo en la selección oficial del Festival Internacional de Cine de Helsinki y el Festival Internacional de Cine de Estocolmo. La Academia Internacional de Prensa nominado para la Mejor Película.
La película recibió críticas positivas de los críticos de cine. Contiene un índice de aprobación del 78% en el sitio web de opinión Rotten Tomatoes, basado en 9 reseñas con una puntuación media de 6,9 sobre 10. La Anime News Network dio a la película una B +.

## Videojuego
Un videojuego basado en la película, The Sky Crawlers: Innocent Aces, fue lanzado para la Wii en octubre de 2008 en Japón. Tanto Mamoru Oshii como Hiroshi Mori estuvieron involucrados en el desarrollo de consultoría para el juego.